# Разведение в неволе

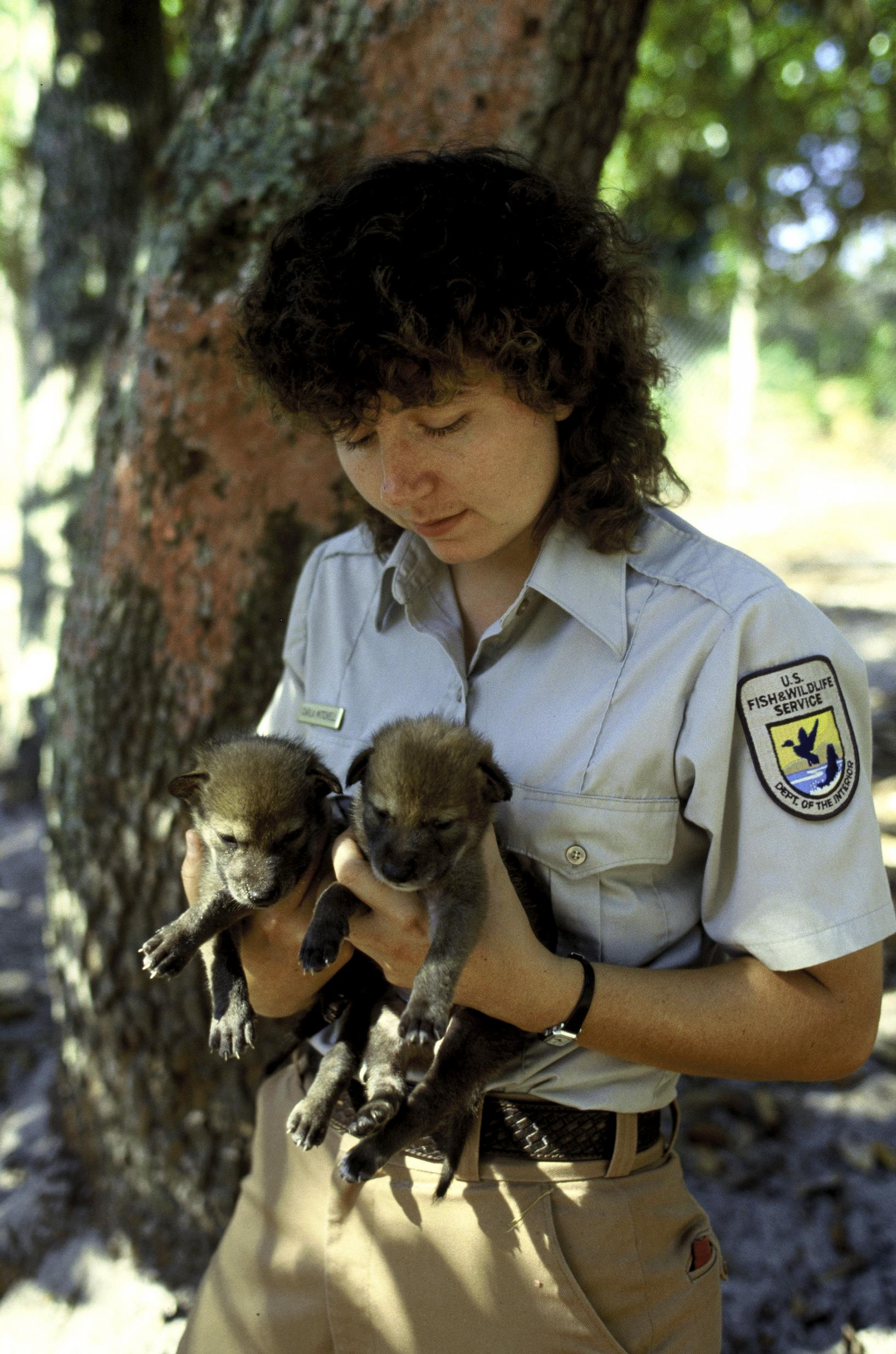
Сотрудница USFWS с выведенными в неволе детёнышами рыжего волка

Разведение в неволе — комплекс зоотехнических мероприятий по содержанию и размножению животных и растений в контролируемых условиях, искусственных или естественных, но на ограниченной и контролируемой территории. О разведении в неволе говорят, как правило, по отношению к диким животным и растениям, в то время как относительно сельскохозяйственных и комнатных домашних животных и растений говорят просто о разведении, поскольку они постоянно находятся в неволе, в контролируемых условиях. Разведение диких животных в искусственных условиях иногда называется зоокультура. Разведение в неволе диких животных и растений осуществляется, как правило, в специализированых учреждениях: зоопарках, питомниках, ботанических садах, заповедниках и других природоохранных учреждениях. В настоящее время является одним из основных (наряду с созданием природоохранных территорий) методов сохранения вымирающих видов животных и растений, создания их искусственных популяций с целью сохранения их генофонда и последующей реинтродукции в дикую природу, в места былого обитания.
По отношению к многим видам известно слишком мало об условиях, необходимых для их успешного разведения, в то время как информация о репродуктивной биологии вида может иметь решающее значение для успеха программы по его разведению в неволе. В некоторых случаях программа разведения в неволе может спасти вид от вымирания, но для её успеха необходимо учитывать множество факторов, включая генетические, экологические и поведенческие. Большинство успешных программ разведения предполагают сотрудничество и координацию многих учреждений. Разведение в неволе может помочь в проведении просветительских мероприятий по вопросам сохранения видов, поскольку животных в неволе можна наглядно демонстрировать аудитории.

## История
Попытки разведения в неволе начались с началом одомашнивания человеком животных, таких как козы, и растений, таких как пшеница, по меньшей мере 10 000 лет назад. Эти навыки были расширены с появлением первых зоопарков, которые начинались как королевские зверинцы, такие как в Нехене, столице Доисторического Египта.
Первые современные программы разведения диких животных в неволе были начаты только в 1960-х годах. Эти программы, такие как программа разведения белого орикса в зоопарке Финикса в 1962 году, были направлены на реинтродукцию этих видов в дикую природу. Эти программы были расширены в соответствии с Законом об исчезающих видах 1973 года, который был сосредоточен на защите исчезающих видов и их среды обитания для сохранения биоразнообразия. С тех пор исследования и сохранение проводились в зоопарках, таких как Институт исследований по охране природы в зоопарке Сан-Диего, основанном в 1975 году и расширенном в 2009 году, что способствовало успешным усилиям по сохранению таких видов, как гавайский ворон.
Разведение животных в неволе как метод спасения редких видов долгое время воспринималось большинством специалистов скептически из-за ряда веских причин. Ещё совсем недавно считалось, что животные, выросшие в тесном контакте с человеком (импринтированные на человека), не обученные родителями, уже не способны к самостоятельной жизни в природных условиях. Но это мнение оказалось ошибочным. Были разработаны технические приемы возвращения (реинтродукции) животных в природную среду, оказавшиеся очень эффективными. В то же время, оказалось, что животные в экологическом и этологическом планах гораздо более пластичны, чем это представлялось ранее. Они проявили хорошие способности к адаптации в незнакомых им условиях, что значительно облегчило решение связанных с реинтродукцией проблем. Считавшийся же совершенно непреодолимым препятствием импринтинг на человека, на практике оказался совсем не таким стойким и всеобъемлющим, каким его считали ранее. Все это дает основание утверждать, что возвращение выращенных человеком животных в природу не только возможно, но и не содержит непреодолимых препятствий.
В первое время разведение в неволе рассматривалось как крайнее средство, экстренный случай «реанимации» наиболее угрожаемых видов. Сейчас точка зрения на проблемы разведения животных изменилась. Специалисты пришли к выводу, что необходимо в совершенстве овладеть технологией разведения в искусственно созданных условиях всех видов существующих животных. Это одно из главных стратегических решений созданной на рубеже 1990-х годов рабочей группы по вольерному разведению, входящей в Комиссию по редким видам МСОП. Это — гарантия сохранения генофонда, поскольку даже обычные сейчас виды в будущем могут стать редкими, а то и вовсе оказаться на грани исчезновения, и тогда уже будет поздно разрабатывать методы их спасения, а сдвиги в природных экосистемах под влиянием хозяйственной деятельности человека глубоки и осуществляются очень быстрыми темпами. Разработка технологий разведения всех групп животных может помочь быть готовыми к возможным кризисным ситуациям с теми или иными видами, положение которого сейчас не вызывает тревоги. Поэтому необходимо знать, как разводить виды животных и растений (технологию этого процесса), как создавать стабильно размножающиеся и генетически полноценные группы каждого существующего вида, как управлять ими.
В настоящее время в зоопарках и питомниках мира изучают разведение практически всех групп высших позвоночных — всех млекопитающих (кроме китов), большинства отрядов птиц, многих пресмыкающихся (в первую очередь черепах, змей и крокодилов) и земноводных. В результате этих обширных работ биологи научились разводить в вольерах, клетках, авиариях, аквариумах и других «емкостях» около половины всех существующих видов наземных позвоночных животных. Разработаны оптимальные размеры и формы помещений, сбалансированные рационы, методы использования фотопериодизма, температурного режима, звукового фона, искусственного осеменения и оплодотворения, искусственной инкубации яиц птиц и выращивания птенцов, транспортировки замороженных половых клеток, трансплантации эмбрионов. В настоящее время случаи, когда тот или иной вид в неволе не размножается стали редкими. Многолетний международный опыт подтверждает, что единственной абсолютно надежной мерой сохранения попавших в особо бедственное положение видов, сохранения последних представителей этих видов как носителей генофонда может стать только разведение их в искусственно созданной среде — в вольерах (в широком понимании) специальных питомников и зоопарков. Возникновение первых питомников означало переход от пассивных мер охраны животного мира (территориальная охрана) к активной борьбе за их спасение. В итоге, начался второй, качественно новый, этап работы по сохранению генофонда Земли. Только таким образом удалось спасти от полного вымирания, например, зубра, оленя Давида, белого орикса и лошадь Пржевальского, вымерших в дикой природе, но сохранённых в зоопарках и питомниках, а затем реинтродуцированных на охраняемых территориях.

## Методы

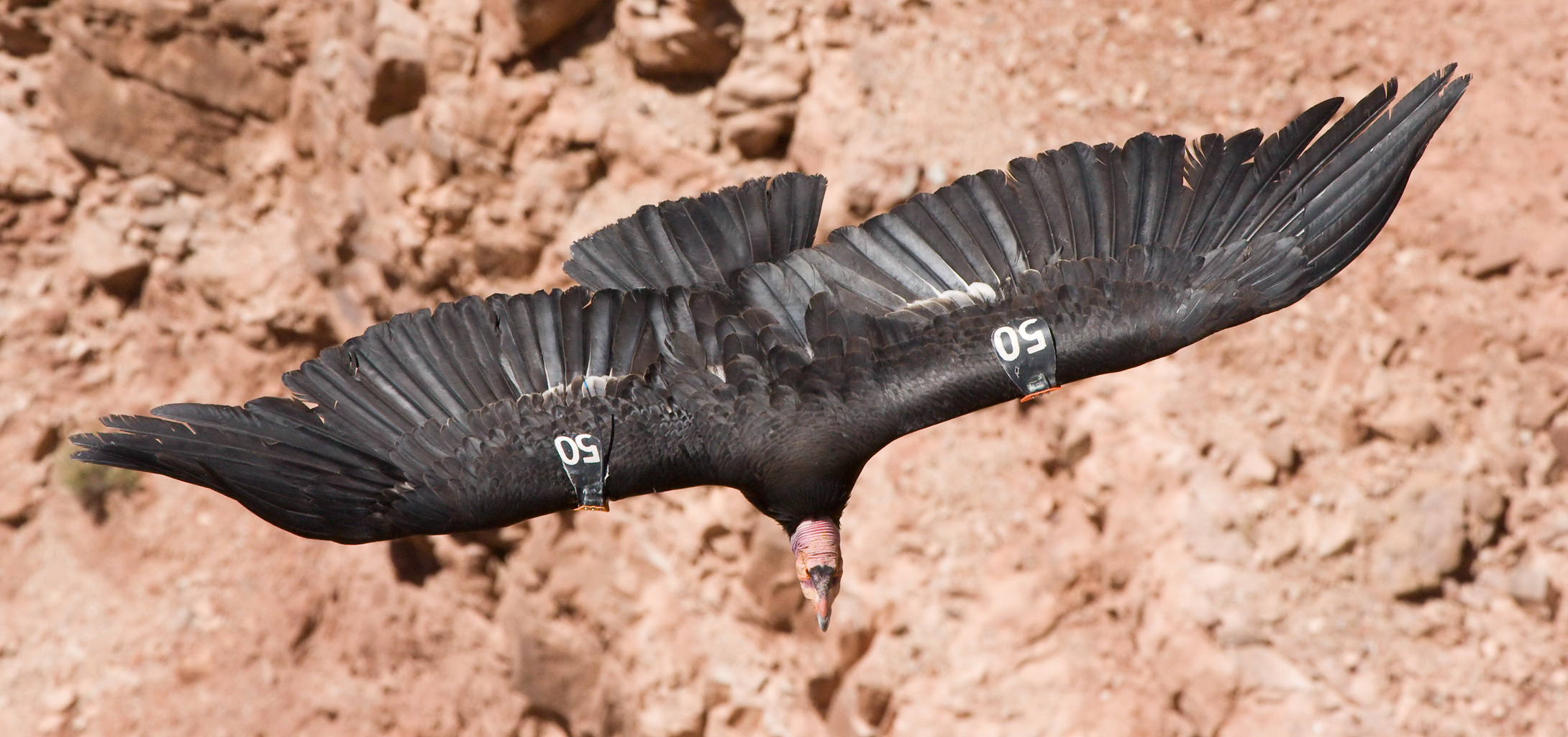
Для спасения от вымирания калифорнийского кондора все сохранившиеся особи этого вида были отловлены, их разведение проводилось с использованием исследования микросателлитных участков их генома.

Для разведения в неволе и создания размножающейся искусственной популяции с достаточным генетическим разнообразием, обычно отбирают особей из разных исходных популяций, оптимально не менее 20—30 особей. Зачастую популяции, для которых создавались программы по разведению в неволе, имели меньше особей, чем нужно, из-за критического снижения численности вида, что делало их более восприимчивыми к таким проблемам, как инбридинговая депрессия.
Чтобы преодолеть проблемы при разведении в неволе, такие как адаптивные различия, потеря генетического разнообразия, инбредная и аутбридинговая депрессии и получить желаемые результаты, программы по разведению в неволе используют множество методов мониторинга. Искусственное осеменение используется для получения желаемого потомства от особей, которые не спариваются естественным образом, чтобы уменьшить последствия спаривания близкородственных особей, такие как инбридинг. Иногда для стимулирования брачного поведения и спаривания отобранных особей им демонстрируют видеозаписи брачного поведения и спаривания особей их вида и это оказывает положительный эффект. Проблема разведения в неволе заключается в минимизации последствий разведения близкородственных особей, микросателлитные регионы из генома организма могут быть использованы для определения количества родства между основателями популяции, чтобы минимизировать родство и выбрать генетически наиболее отдаленных особей для разведения. Этот метод успешно использовался при разведении в неволе калифорнийского кондора и гуамского пастушка. Схема максимального избегания инбридинга позволяет контролировать на уровне группы, а не на индивидуальном уровне, путем ротации особей между группами, чтобы избежать инбридинга.
Учреждения могут использовать интенсивное размещение по сравнению с групповым размещением, чтобы обеспечить более легкий репродуктивный успех и создать большее генетическое разнообразие в популяции. Интенсивное размещение — это когда вид принуждают к моногамии, поэтому только две особи спариваются друг с другом, по сравнению с групповым размещением, когда вся популяция содержится в одном пространстве, чтобы попытаться воспроизвести системы размножения с несколькими партнерами. Использование интенсивного размещения и принудительная моногамия показывают, что инбридинг при этом снижается и в результате получается большее генетическое разнообразие. Интенсивные усилия по содержанию тасманийских дьяволов в неволе по сравнению с предоставлением возможности выбора партнера по группе помогли повысить репродуктивный успех популяции в неволе и снизить уровень инбридинговой депрессии в популяции. Использование интенсивного содержания для создания генетически здоровой популяции в неволе может позволить учреждениям ещё больше усилить усилия по сохранению вида и бороться с генетическими проблемами, которые могут возникнуть в популяции в неволе.

### Искусственное осеменение
Заставить диких животных, содержащихся в неволе, размножаться естественным образом может быть сложной задачей. Например, гигантские панды после их поимки теряют интерес к спариванию, в то время как у самок этих животных течка происходит только один раз в год и длится она всего 48—72 часа. Многие исследователи обратились к искусственному осеменению, как технологии вспомогательной репродукции, в попытке увеличить популяцию находящихся под угрозой исчезновения животных. Его можно использовать по многим причинам, в том числе для преодоления физических трудностей размножения, чтобы позволить самцу оплодотворить гораздо большее количество самок, контролировать отцовство потомства и избегать травм, получаемых во время естественного спаривания. С его помощью в неволе можна создать генетически более разнообразные популяции, он также позволяет учреждениям по содержанию животных легко обмениваться генетическим материалом друг с другом без необходимости перемещать животных. Так, например, ученые из Германии разработали новую методику сбора семени и искусственного оплодотворения попугаев, в результате чего появился первый в мире попугай ара, выведенный с помощью вспомогательной репродукции. Искусственное осеменение сравнительно редко используется при разведении млекопитающих и значительно чаще при работе с птицами. В частности, в настоящее время детально разработаны методики искусственного осеменения журавлей и соколообразных, что обусловило наибольший успех в содержании и разведении в питомниках и зоопарках именно этих групп птиц.

### Криоконсервация
Виды животных можно сохранять в генных банках, которые состоят из криогенных установок, используемых для хранения живой спермы, яйцеклеток и эмбрионов в сверххолодных условиях. Зоологическое общество Сан-Диего создало «замороженный зоопарк» для хранения замороженных тканей из образцов самых редких и находящихся под угрозой исчезновения видов в мире с использованием методов криоконсервации. В настоящее время в нём более 355 видов, включая млекопитающих, рептилий и птиц. Криоконсервация может выполняться как криоконсервация ооцитов до оплодотворения или как криоконсервация эмбрионов после оплодотворения. Криогенно сохраненные образцы потенциально могут быть использованы для возрождения пород, находящихся под угрозой исчезновения или вымерших, для улучшения породы, скрещивания, исследований и разработок. Этот метод может использоваться для практически неограниченного хранения материала без ухудшения качества в течение гораздо большего периода времени по сравнению со всеми другими методами сохранения ex situ. Однако криоконсервация может быть дорогостоящей стратегией и требует долгосрочных гигиенических и экономических обязательств для того, чтобы эмбрионы и семена оставались жизнеспособными. Криоконсервация также может сталкиваться с уникальными проблемами относительно некоторых видов, которые имеют пониженную выживаемость замороженных эмбрионов и семян, но криобиология является областью активных исследований, и многие исследования, касающиеся растений, находятся в стадии реализации.

### Клонирование
Средний показатель успешности лучших современных методов клонирования составляет 9,4 % при работе с такими распространенными видами, как мыши, в то время как клонирование диких животных обычно дает менее 1 % успеха. В 2001 году домашняя корова родила клонированного дикого азиатского быка гаура, находящегося под угрозой исчезновения вида, но теленок умер через два дня. В 2003 году был успешно клонирован бантенг, а затем три степных кота из размороженных замороженных эмбрионов. Эти успехи дали надежду на то, что аналогичные методы (с использованием суррогатных матерей другого вида) могут быть использованы для клонирования уже вымерших видов. Предвидя такую возможность, образцы тканей последней особи пиренейского козла номинативного подвида были заморожены в жидком азоте сразу после её смерти в 2000 году. Исследователи также рассматривают возможность клонирования находящихся под угрозой исчезновения видов, таких как большая панда и гепард. Однако клонирование животных встречает сопротивление со стороны защитников животных из-за того, что много клонированных животных страдали от пороков развития перед смертью.

### Межвидовая беременность
Потенциальным методом помощи в воспроизводстве исчезающих видов является межвидовая беременность, при которой эмбрионы исчезающего вида имплантируются в матку самки родственного вида, которая вынашивает их. Данный метод был использован для пиренейского козла и дрофы Chlamydotis undulata.

## Проблемы

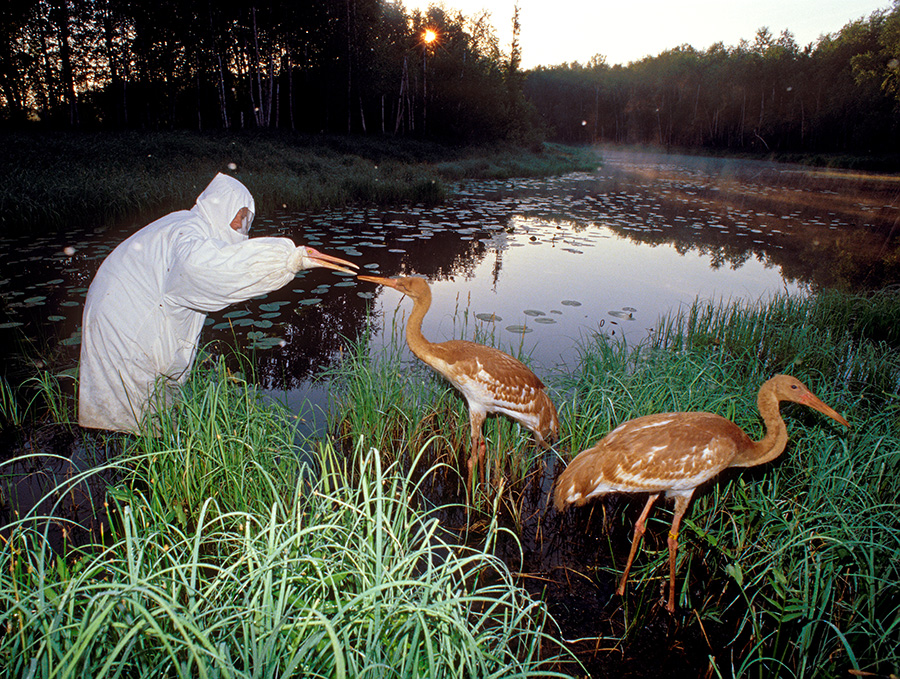
При выращивании птенцов стерха сотрудники журавлиного питомника Окского заповедника во время работы с ними постоянно носят костюмы, имитирующие взрослых белых журавлей, чтобы молодые птицы не привыкали к человеку.

Хотя разведение в неволе может быть идеальным решением для предотвращения серьёзных угроз вымирания исчезающих животных, все ещё есть причины, по которым эти программы иногда могут приносить больше вреда, чем пользы. Некоторые пагубные последствия включают задержки в понимании оптимальных условий, необходимых для воспроизводства, неспособность достичь самоподдерживающихся уровней или обеспечить достаточное количество для выпуска, потерю генетического разнообразия из-за инбридинга и слабый успех в реинтродукции, несмотря на доступность выращенных в неволе детенышей. Хотя было доказано, что программы разведения в неволе дали отрицательные генетические эффекты, снижая приспособленность выращенных в неволе организмов, нет прямых доказательств того, что этот отрицательный эффект также снижает общую приспособленность их рождённых в дикой природе потомков.

### Генетика
Целью создания многих популяций в неволе является поддержание уровня генетического разнообразия, аналогичного тому, что наблюдается в диких популяциях. Поскольку популяции в неволе обычно невелики и содержатся в искусственных условиях, генетические факторы, такие как адаптация, инбридинг и потеря разнообразия, могут быть серьёзной проблемой.

### Адаптации к одомашниванию
Различия в адаптивности между популяциями растений и животных возникают из-за различий во влиянии факторов окружающей среды. При разведении в неволе животные могут адаптироваться к условиям неволи, в некоторой степени утратив приспособленность к своей естественной среде обитания. Реинтродукция растения или животного в среду, отличающуюся от той, из которой они были изначально, может привести к фиксации признаков, которые могут не подходить для этой среды, негативно влияя на выживаемость этой особи. Интенсивность отбора, начальное генетическое разнообразие и эффективный размер популяции могут влиять на то, насколько вид адаптируется к условиям неволи. Работы по моделированию показывают, что продолжительность программ (то есть время от основания популяции в неволе до последнего акта выпуска в природу) является важным фактором, определяющим успех реинтродукции. Успех максимизируется для промежуточной продолжительности проекта, позволяющей выпустить достаточное количество особей, при этом минимизируя количество поколений, подвергающихся ослабленному отбору в неволе. Можно минимизировать, сократив количество поколений в неволе, минимизировав отбор для адаптации в неволе путем создания среды, похожей на естественную, и максимизировав количество иммигрантов из диких популяций.

### Генетическое разнообразие

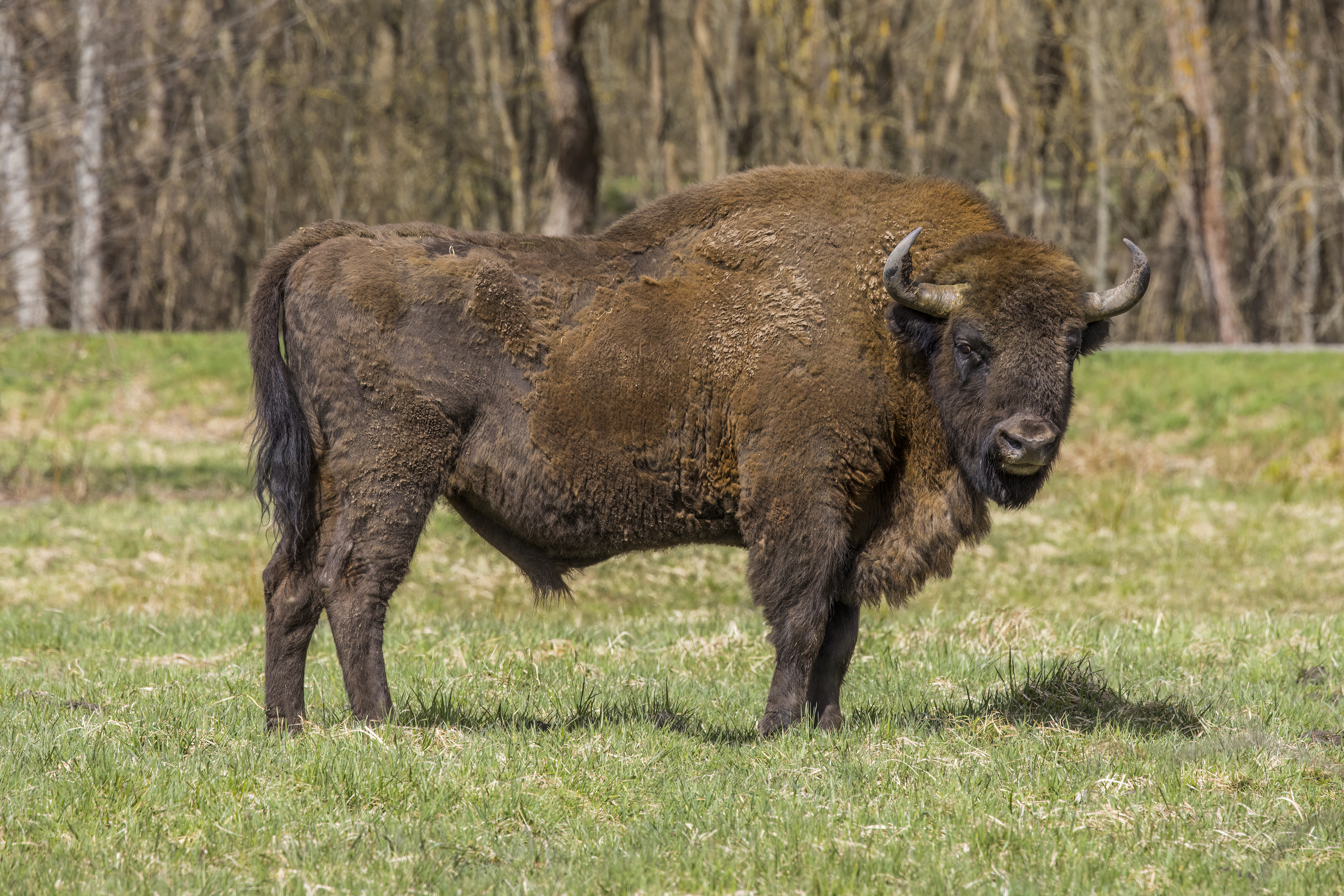
Зубр — вид животных, который удалось спасти от полного вымирания только благодаря разведению в неволе. Все нынешние зубры происходят от всего двенадцати сохранившихся в зоопарках и заповедниках особей. Это привело к низкой генетической изменчивости вида, что сегодня является одной из главных угроз для его долгосрочного сохранения

Одним из последствий небольшого размера популяции в неволе является повышенное влияние дрейфа генов, когда гены имеют потенциал для случайного исправления или полного исчезновения, тем самым уменьшая генетическое разнообразие. Другими факторами, которые могут повлиять на генетическое разнообразие в популяции в неволе, являются эффект бутылочного горлышка и начальный размер популяции. Эффект бутылочного горлышка, включающий быстрое сокращение популяции или небольшую начальную популяцию, влияет на генетическое разнообразие. Потери можно минимизировать, создав популяцию с достаточно большим количеством основателей, чтобы генетически представлять дикую популяцию, максимизировав размер популяции, максимизировав соотношение эффективного размера популяции к фактическому размеру популяции и минимизировав количество поколений в неволе.

### Инбридинг
Инбридинг — спаривание организмов с близкородственными особями — снижает гетерозиготность в популяции. Хотя инбридинг может быть относительно распространенным явлением, когда он приводит к снижению приспособленности, он известен как инбредная депрессия. Пагубные последствия инбредной депрессии особенно распространены в небольших популяциях и, следовательно, могут быть обширными в популяциях, содержащихся в неволе. Чтобы сделать эти популяции наиболее жизнеспособными, важно контролировать и уменьшать последствия пагубной аллельной экспрессии, вызванной инбредной депрессией, и восстанавливать генетическое разнообразие. Сравнение инбридинговых популяций с неинбридинговыми или менее инбридинговыми популяциями может помочь определить степень пагубных последствий, если таковые имеются. Тщательный мониторинг возможности инбридинга в популяции, выведенной в неволе, также является ключом к успеху реинтродукции в естественную среду обитания вида.

### Аутбридинг
Аутбридинг — спаривание организмов с неродственными особями — увеличивает гетерозиготность в популяции. Хотя новое разнообразие часто полезно, если между двумя особями есть большие генетические различия, это может привести к аутбридинговой депрессии. Это снижение приспособленности, похожее на депрессию инбридинга, но возникает из-за ряда различных механизмов, включая таксономические проблемы, хромосомные различия, половую несовместимость или адаптивные различия между особями. Распространенной причиной являются различия в плоидности хромосом и гибридизация между особями, приводящая к стерильности. Ярким примером являются орангутаны, которые до проведенных в 1980-х годах таксономических ревизий обычно спаривались в популяциях в неволе, производя гибридных орангутанов с более низкой приспособленностью. Если во время реинтродукции игнорировать хромосомную плоидность, усилия по восстановлению потерпят неудачу из-за стерильных гибридов в дикой природе. Если между особями, изначально из отдаленных популяций, существуют большие генетические различия, этих особей следует разводить только в случаях, когда нет других партнеров.

### Изменения в поведении
Разведение в неволе может приводить к изменению поведения животных, которые были реинтродуцированы в дикую природу. Выпущенные животные обычно менее способны охотиться или иным способом добывать пищу, что приводит к их голоду. Возможно это происходит потому, что молодые животные провели критический период обучения в неволе. Выпущенные животные часто демонстрируют более рискованное поведение и не могут избежать хищников. Матери золотистых львиных тамаринов часто умирают в дикой природе, не успев родить потомство, потому что они не умеют лазать и добывать пищу. Это приводит к дальнейшему сокращению популяции, несмотря на реинтродукцию, поскольку вид неспособен производить жизнеспособное потомство. Обучение может улучшить навыки противостояния хищникам, но оно не всегда эффективно.
Выведенный в неволе атлантический лосось показал аналогичное снижение осторожности и был убит хищниками в молодом возрасте. Однако лосось, выращенный в обогащенной среде с естественной добычей, показал менее рискованное поведение и имел больше шансов на выживание.
Исследование домовых мышей показало, что после разведения в неволе в течение нескольких поколений и «выпуска» этих мышей для размножения с дикими мышами, рождённые в неволе мыши скрещивались между собой, а не с дикими мышами. Это говорит о том, что разведение в неволе может влиять на предпочтения в спаривании и имеет значение для успеха программы реинтродукции.
Восстановление видов с участием человека может непреднамеренно способствовать неадаптивному поведению в диких популяциях. В 1980 году численность диких чатемских мухоловок сократилась до одной размножающейся пары. Благодаря принятым мерам по интенсивному управлению популяцию этих птиц удалось восстановить и к 1998 году их было уже 200 особей. Однако во время восстановления ученые стали наблюдать у них привычку откладывать яйца на край гнезда, а не в его центр. Отложенные на край яйца никогда не вылуплялись. Чтобы бороться с этим, ученые стали перемещать яйцо в центр гнезда, что значительно увеличило воспроизводство. Однако, позволив этой неадаптивной черте сохраниться, более половины популяции теперь стали откладывать яйца на край гнезда. Генетические исследования показали, что это аутосомно-доминантный менделевский признак, который прошел отбор и закрепился из-за вмешательства человека.
Ещё одной проблемой, с которой сталкивается разведение в неволе, является попытка установить многопартнерские системы спаривания в популяциях в неволе. Может быть сложно воспроизвести обстоятельства, окружающие многопартнерские системы, и позволить им происходить естественным образом в неволе из-за ограниченного пространства для содержания и отсутствия информации. При попадании в неволю нет гарантии, что пара животных создаст пару или что все члены популяции будут участвовать в размножении. Во всех учреждениях ограниченное пространство для содержания, поэтому предоставление возможности выбора партнера может привести к генетическим проблемам в популяции. Отсутствие информации, касающейся влияния систем спаривания на популяции в неволе, также может представлять проблемы при попытке разведения. Эти системы спаривания не всегда полностью поняты, и влияние, которое может оказать на них неволя, невозможно узнать, пока они не будут изучены в более полном объёме.

### Изменения фенотипа
Рождённые и выращенные в неволе животные могут отличаться от своих диких сородичей определёнными деталями морфологии. Хотя они на первый взгляд и незначительны, такие изменения в итоге могут влиять на выживаемость выведенных в неволе особей при их реинтродукции в природу и успешность программ по разведению и реинтродукции редких видов. Например, было замечено, что форма крыльев и длина маховых перьев у выращенных в вольерах золотистобрюхих и синекрылых травяных попугайчиков и тростниковых астрильдов отличаются от таковых у диких птиц этих видов, что снижает их выживаемость во время сезонных миграций. Хотя миграционная выживаемость низка у многих молодых птиц, в том числе и попугаев, у выращенных в неволе попугайчиков с изменённой формой крыльев она в 2,7 раза ниже, чем у птиц с крыльями исходного «дикого» фенотипа.

### Зоонозы
Выведенные в неволе животные могут быть переносчиками паразитарных и инфекционных зоонозных заболеваний, передающихся человеку при их содержании и контакте с ними людей и диким животным при выпуске их в природу. Например, когда в 1993 году были реинтродуцированы в дикую природу Майорки жабы редкого вида, вместе с ними непреднамеренно был интродуцирован потенциально смертельный грибок, способный убивать лягушек и жаб. У разводимых в неволе африканских львов были обнаружены 63 патогена (паразиты, вирусы и бактерии), зарегистрированные как у диких, так и у содержащихся в неволе львов, которые могут передаваться от львов другим животным и людям и могут вызывать инфекционные заболевания как у животных, так и у людей.

## Достижения
Программы по разведению в неволе доказали свою эффективность на протяжении всей истории. Известные примеры включают американского черноногого хорька; в 1986 году сокращающаяся дикая популяция всего из 18 особей в конечном итоге была увеличена до 500. Ближневосточная антилопа белый орикс подвергалась охоте на протяжении столетий, что сократило её популяцию к концу 1960-х годов всего до одиннадцати особей. Эти сохранившиеся особи были отловлены и переданы в зоопарк Финикса, зоопарк Сан-Диего и сафари-парк Сан-Диего. Благодаря этим действиям, эти одиннадцать ориксов были успешно выведены из состояния вымирания и впоследствии были повторно выпущены в пустынях Иордании, Омана, Бахрейна, Объединённых Арабских Эмиратов и Катара. Начиная с 1980 года, первые животные были выпущены на свободу. В настоящее время диких животных насчитывается около 1000 особей, а ещё 6000—7000 находятся в зоопарках и центрах разведения по всему миру.
В 1962 году в зоопарке Финикса была запущена программа по разведению белого орикса. Им удалось успешно получить более 200 особей от всего 9 имевшихся изначально производителей. Животные из этой искусственной популяции были отправлены во многие другие учреждения по всему миру, в результате было создано множество размножающихся стад. В 1982 году первый представитель искусственной популяции был реинтродуцирован обратно в природу в Омане. В течение последующих двух десятилетий популяция белых ориксов постепенно увеличивалась и смогла успешно восстановиться в местах былого обитания вида. К настоящему времени белые ориксы были реинтродуцированы в Саудовской Аравии, Омане и Израиле и сейчас их насчитывается 1100 особей, что свидетельствует об успешном восстановлении их популяции в природе благодаря усилиям по разведению в неволе.
Основанный в Южной Африке в 1971 году Центр гепардов и дикой природы Де Вильдта реализует программу по разведению в неволе гепардов. В период с 1975 по 2005 год там было получено 242 помета, состоявших в общей сложности из 785 детенышей. Уровень выживаемости детенышей составил 71,3 % в течение первых двенадцати месяцев и 66,2 % для более старших детенышей, что подтверждает тот факт, что гепарды могут успешно размножаться (и их угроза исчезновения снизилась). Это также указывает на то, что неудачи в размножении в других местах могут быть вызваны «плохой» морфологией спермы.
Лошадь Пржевальского, единственный вид лошадей, который никогда не был одомашнен, была спасена от вымирания с помощью программы разведения в неволе и успешно реинтродуцирована в 1990-х годах в Монголии, где по состоянию на 2020 год насчитывалось более 750 диких особей этого вида.
Популяция галапагосских слоновых черепах, когда-то снизившаяся до всего лишь 12 оставшихся особей, по состоянию на 2014 год была восстановлена до более чем 2000 животных с помощью программы разведения в неволе. Кроме того, ещё 8 видов черепах на Галапагосских островах поддерживались программами по разведению в неволе.
Популяция сумчатых дьяволов сократилась на 90 % из-за трансмиссивного рака, вызывающего у этих животных лицевую опухоль. Была запущена программа по разведению в неволе, но темпы размножения в неволе по состоянию на 2012 год были недостаточны. Ученые стремились улучшить понимание эстрального цикла дьявола и выяснить потенциальные причины неудачных спариваний самцов и самок, изучая временные закономерности концентраций фекального прогестогена и метаболитов кортикостерона. Они обнаружили, что большинство самок, которые не смогли забеременеть, были рождены в неволе, что предполагает, что если бы выживание вида зависело исключительно от размножения в неволе, популяция, вероятно, исчезла бы.
В 2010 году в зоопарке Орегона обнаружили, что спаривание айдахских кроликов из популяции, обитающей в бассейне реки Колумбия, на основе знакомства и предпочтений привело к значительному увеличению успешности размножения.
В 2019 году исследователи, пытавшиеся развести в неволе американского веслоноса и русского осетра по отдельности, непреднамеренно вывели гибридную форму между этими двумя видами, принадлежащими не только к разным родам, но даже к разным семействам осетрообразных рыб.

## Исследования
Разведение в неволе может быть исследовательским инструментом для понимания репродуктивной физиологии и репродуктивного поведения видов. Для успешного разведения животных необходимо понимание их систем спаривания, репродуктивной физиологии и поведения или ритуалов спаривания. С помощью программ разведения в неволе эти факторы можно изучить в ограниченных условиях, а результаты можно интерпретировать и использовать для помощи в сохранении. Благодаря более глубокому пониманию этих систем усилия по разведению в неволе могут иметь больший успех при попытке воспроизвести вид. Было проведено много исследований репродуктивной физиологии слонов и циклов эструса в неволе, и можно установить более глубокое понимание того, как эти факторы влияют на попытки разведения. Поведенческие исследования количественно определяют влияние того, как эструс играет роль в поведении стада и как это влияет на самцов стада. Это исследование может помочь хозяйствам отслеживать изменения поведения в своем стаде и проводить успешные попытки разведения с помощью этого понимания. Исследования помогают лучше понять эти физиологические системы, что, в свою очередь, помогает увеличить успешные попытки разведения и позволяет выращивать больше поколений в неволе.
Физиологические исследования не только помогают в попытках разведения в неволе, но и исследования на протяжении многих поколений также являются ещё одним важным исследовательским инструментом, который проводится на разных видах, и генетические изменения можно отслеживать через разные линии, выращенные в неволе. Генетические изменения на протяжении определённой линии могут помочь предоставить рекомендации по разведению и позволить генетическому разнообразию в популяции в неволе оставаться высоким. Племенные книги являются важным ресурсом, который содержит записи о линиях видов для отслеживания всех данных на протяжении всей истории разведения, чтобы позволить питомникам понять генетическую историю особи, рождения и смерти особей, участвующих в разведении в неволе определённого вида, и происхождение определённых отдельных животных. Эти племенные книги являются результатом многолетних усилий по проведению исследований, включающих программы разведения в неволе, которые позволяют учреждениям просматривать историю отдельных особей, а затем проводить совместные работы, чтобы оценить лучший план действий для увеличения успеха размножения и генетического разнообразия в определённых популяциях видов в неволе. Это ведение генетических записей также используется для понимания филогении и лучшего понимания изменений приспособленности, которые могут происходить на протяжении поколений в популяциях в неволе. Эта форма ведения записей помогает в исследованиях, связанных с популяционной генетикой, для оценки наилучшего метода поддержания высокой генетической изменчивости в популяциях в неволе.
Исследования, проводимые на популяциях, размножающихся в неволе, также важны при создании программ «План по выживанию видов» и «Спасение животных от вымирания» для определённого вида. Исследования поведения важны при разработке программ разведения в неволе, потому что они позволяют учреждениям понять реакцию животных на неволю и позволяют учреждениям адаптировать надлежащие условия содержания для животных. Популяции, которые в настоящее время размножаются в неволе, являются очень важными исследовательскими инструментами для понимания того, как осуществить успешное разведение определённого вида. Это исследование позволяет передавать знания большему количеству учреждений, что позволяет разрабатывать больше программ разведения для увеличения генетического разнообразия популяций в неволе. Исследования, проводимые на популяциях разведения, также являются важным шлюзом для понимания других аспектов животного, таких как социальная динамика, питание и требования к диете, а также демография, чтобы позволить популяциям в неволе увеличиваться.

## Координация работ
Разведение исчезающих видов координируется совместными программами разведения, содержащими международные племенные книги и координаторов, которые оценивают роли отдельных животных и учреждений с глобальной или региональной точки зрения. Эти племенные книги содержат информацию о дате рождения, поле, местоположении и родословной (если известно), что помогает определить показатели выживания и воспроизводства, количество основателей популяции и коэффициенты инбридинга. Координатор по видам просматривает информацию в племенных книгах и определяет стратегию разведения, которая даст наилучшее потомство.
Если в разных зоопарках найдены два совместимых животных, их можно перевезти для спаривания, но это стресс, который, в свою очередь, может сделать спаривание менее вероятным. Однако это по-прежнему популярный метод разведения среди европейских зоологических организаций. Другой способ — искусственное осеменение спермой, взятой у самца в одном зоопарке, и введение её самке, содержащейся в другом. Однако этот вариант также имеет свои недостатки, поскольку самцы могут испытывать стресс во время отбора семени, а самки — во время процедуры искусственного осеменения. Кроме того, этот подход дает семя более низкого качества, поскольку транспортировка требует продления срока пригодности спермы на время транспортировки.
Существуют региональные программы по сохранению исчезающих видов:
- Америка: «План по выживанию видов» SSP (Ассоциация зоопарков и аквариумов[англ.] AZA, Канадская ассоциация зоопарков и аквариумов[англ.] CAZA), «Спасение животных от вымирания» SAFE (Ассоциация зоопарков и аквариумов AZA).
- Европа: Европейская программа по исчезающим видам[англ.] EEP (Европейская ассоциация зоопарков и аквариумов EAZA).
- Австралазия: Программа по управлению видами в Австралазии ASMP (Ассоциация зоопарков и аквариумов[англ.] ZAA).
- Африка: Африканская программа по сохранению видов APP (Африканская ассоциация зоологических садов и аквариумов PAAZAB).
- Япония: Природоохранная деятельность Японской ассоциации зоопарков и аквариумов[англ.] JAZA.
- Южная Азия: Природоохранная деятельность Ассоциации регионального сотрудничества зоопарков Южной Азии[англ.] SAZARC.
- Юго-Восточная Азия: Природоохранная деятельность Ассоциации зоопарков Юго-Восточной Азии[англ.] SEAZA.

Кроме того, программы по сохранению видов реализует также Всемирная ассоциация зоопарков и аквариумов (WAZA).

## Образование в области охраны природы
Разведение в неволе является важным инструментом, используемым в современном образовании по вопросам охраны природы, поскольку оно обеспечивает основу для того, как мы заботимся о видах, и позволяет учреждениям показывать красоту, которая содержится в нашей естественной среде. Разведение в неволе может использоваться для объяснения функции используемых для этого учреждений и их важности в деле охране природы. Благодаря постоянным усилиям по разведению популяции могут продолжать демонстрироваться в более близком окружении для общественности, и их роль в охране природы может быть объяснена. Эти объяснения помогают показать ту сторону мира, с которой многие люди не будут иметь дела, потому что охрана природы — это не то, что изначально известно, её нужно показывать и рассказывать другим, чтобы повысить осведомленность о проблемах во всем мире. Позволяя людям видеть эти виды в неволе, это позволяет учреждениям объяснять проблемы, с которыми они сталкиваются в дикой природе, и выступать за сохранение этих видов и их естественной среды обитания.
Учреждения сосредотачивают усилия на крупных харизматичных видах, таких как слоны, жирафы, носороги и т. д., потому что они привлекают больше посетителей и привлекают больше внимания публики. Хотя многие из этих харизматичных представителей мегафауны привлекают больше внимания, чем другие виды, все равно можна использовать программы разведения в неволе и объекты, включающие другие виды, для просвещения общественности по более широкому кругу вопросов. Например, Бристольский зоопарк в Великобритании содержал медицинских пиявок (Hirudo medicinalis) для использования в качестве образовательной экспозиции. Люди обычно негативно относятся к пиявкам, в то время как они имеют важное значение в медицине. Эта экспозиция в Бристольском зоопарке используется в образовательных целях и рассказывает историю женщины, которая продавала пиявок местным жителям в медицинских целях. Эта экспозиция отстаивает более мелкие виды, которыми обычно не занимаются природоохранные учреждения, но они хорошо содержатся в этом учреждении и активно охраняются из-за их значимости для людей и окружающей среды. Учреждения могут использовать разведение в неволе для ряда возможностей, таких как просвещение населения о разведении в неволе, что обеспечивает защиту сохранения, а поддержание этих популяций помогает сделать вопросы сохранения, связанные с видом, более распространенными в умах широкой общественности.

## Этические вопросы
Утверждается, что животных, выведенных по программам разведения в неволе, следует выпускать в природу по четырём основным причинам: нехватка достаточного пространства из-за слишком успешных программ разведения, закрытие учреждений по финансовым причинам, давление со стороны групп по защите прав животных и помощь в сохранении исчезающих видов.
Существуют этические проблемы, связанные с тем, действительно ли вид нуждается в человеческом вмешательстве и нельзя ли направить ресурсы, идущие на разведение этих видов в неволе, в другие области. Некоторые популяции могут не нуждаться во вмешательстве, потому что они изначально не были подвержены вымиранию, например, сапсан. Популяция сапсанов потерпела крах в 1950-х и 1960-х годах из-за воздействия пестицидов на производство яиц и выживаемость вида, что привело к снижению популяции. Многие учреждения в то время в США и европейских странах завозили сапсанов, чтобы помочь их сокращающейся популяции и создать устойчивую популяцию путем разведения в неволе. Позднее с помощью исследований, проведенных по репродуктивному успеху сапсанов и анализа их популяции, было показано, что человеческое вмешательство не было необходимым для восстановления популяции и достижения устойчивой точки равновесия. Это поднимает вопрос о том, должны ли усилия по разведению в неволе и созданию популяции осуществляться с участием человека или должны быть предприняты усилия для предотвращения источника проблемы. Усилия и финансы, использованные для содействия появлению новых популяций сапсанов, могли бы быть использованы для предотвращения некоторого уровня загрязнения или для содействия усилиям по разведению видов, подверженных вымиранию, которые действительно нуждаются во вмешательстве.